# Georges Millardet
Georges Millardet (Bordeus, 15 d'octubre de 1876 – París, 19 de setembre de 1953) fou un romanista francès, especialitzat en l'occità (particularment en el gascó) i en la dialectologia.

## Vida
Millardet va estudiar a Bordeus amb Édouard Bourciez i feu l'examen d'agregació, convertint-se en professor d'institut. El 1910 va defensar a París les dues tesis sobre dialectologia gascona Étude de dialectologie landaise (que es va publicar en dos volums amb el títol de Petit atlas linguistique d'une région des Landes. Contribution à la dialectologie gasconne, Tolosa 1910, i Études de dialectologie landaise Le développement des phonèmes additionnels, Tolosa 1910, reeditada Nova York 1971), i amb l'edició Recueil de textes des anciens dialectes landais (Paris 1910).
Des de 1911 va ser professor a la Universitat de Montpeller i des de 1933 fins a la jubilació el 1947 a la Universitat de la Sorbona. Precisament a la Universitat de Montpeller fou professor de Joan Coromines; l'estada a Montpeller fou una fita important en la vida de Coromines.
La seva obra Linguistique et dialectologie romanes. Problèmes et méthodes (París 1923) s'insereix en el debat metodològic al voltant de les tesis sobre la geografia lingüística de Jules Gilliéron.
Des de 1921 fou membre corresponent de la Secció Filològica de l'Institut d'Estudis Catalans.

## Obra
- Petit atlas linguistique d'une région des Landes. Contribution à la dialectologie gasconne. Tolosa, 1910
- Études de dialectologie landaise Le développement des phonèmes additionnels. Tolosa, 1910, reeditada Nova York 1971
- Recueil de textes des anciens dialectes landais. París 1910
- Linguistique et dialectologie romanes. Problèmes et méthodes. París 1923 (reeditada a Ginebra 1977)
- (editor) Le Roman de Flamenca. Poitiers 1934, París 1937